# Unterseeischer Canyon

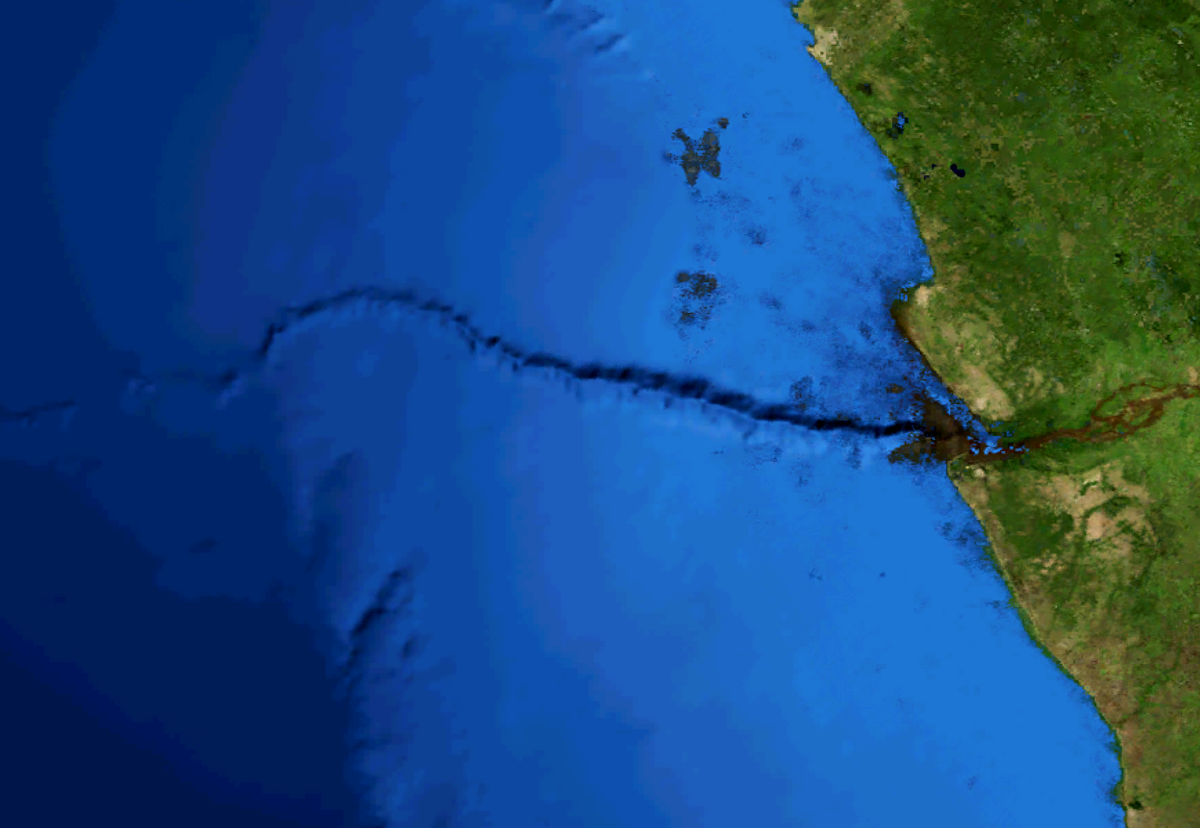
Kongo-Rinne

Ein unterseeischer Canyon (auch submariner Canyon) ist ein steiles Tal auf dem Meeresboden im Bereich des Kontinentalschelfs. Unterseeische Canyons finden sich typischerweise als Verlängerung von großen Flüssen. Sie können sehr groß sein, so reicht z. B. der Kongocanyon bis 1200 Meter unter den Meeresspiegel und 800 km weit ins Meer hinaus.

## Charakteristik
Unterseeische Canyons finden sich häufiger an steilen Meeresabhängen als an flachen. Sie zeigen Erosion durch alle Schichten vom noch nicht versteinerten Sediment bis hin zum kristallinen Fels. Die Wände sind typischerweise sehr steil. Die Wände selbst zeigen Zeichen von Erosion. Durch submarine Canyons verfrachtete Sedimente können am Fuß des Canyons Tiefseefächer bilden.

## Entstehung
Zwei verschiedene Mechanismen zur Entstehung unterseeischer Canyons wurden vorgeschlagen, die möglicherweise auch zusammengewirkt haben:
- Die Canyons wurden möglicherweise zu einer Zeit erodiert, als der Meeresspiegel tiefer war und die Flüsse weiter in den heutigen Schelfbereich hinausgeflossen sind. Diese Theorie hat das Problem, dass der Meeresspiegel in diesem Falle 1000 m tiefer gelegen haben müsste. Bei den Canyons vor den Mündungen der Flüsse zum Mittelmeer trifft das jedoch zu (siehe Messinische Salinitätskrise).
- Möglicherweise wurden diese Canyons durch Suspensionsströme erzeugt (dichte, sedimentgeladene Strömungen), die z. B. durch ein Erdbeben ausgelöst werden und den Kontinentalabhang hinabfließen.[1]